# Cantó de Saint-Pierre-d'Oléron
El cantó de Saint-Pierre-d'Oléron és un cantó francès del departament del Charente Marítim, situat al districte de Rochefort. Compta amb quatre comunes: La Brée-les-Bains, Saint-Denis-d'Oléron Saint-Georges-d'Oléron i Saint-Pierre-d'Oléron que n'és el cap.

## Història
| Data d'elecció                           | Identitat         | Partit                     | Qualitat |
| ---------------------------------------- | ----------------- | -------------------------- | -------- |
| 1949-1961                                | Camille Mémain    | RPF, després divers droite |          |
| 1961-196.                                | Raymond Grandsart | UDR                        |          |
| 196.-1985                                | Henri Chailloleau | PS                         |          |
| 1985-                                    | Jean-Paul Peyry   | UMP                        |          |
| les dades anteriors no són pas conegudes |                   |                            |          |
|                                          |                   |                            |          |

| A partir de 1990: Població sense dobles comptes |